# 横浜インターナショナルスクール

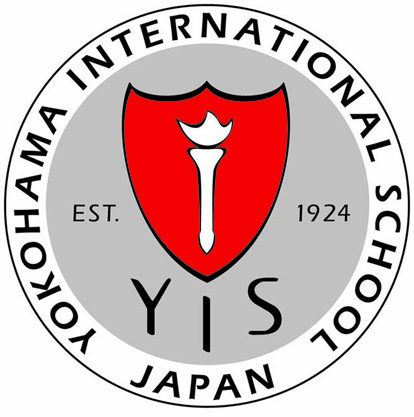
学校のエンブレム

横浜インターナショナルスクール (Yokohama International School, YIS) は、神奈川県横浜市中区にあるインターナショナルスクール。

## 概要
横浜インターナショナルスクールは独立した共学の学校で、横浜の国際ビジネスコミュニティーにより1924年に設立。現在では50ヶ国から集まった750名の生徒がプリスクールから第12学年（年少から高校3年生）に在籍している。また、横浜インターナショナルスクールは世界で二番目に『インターナショナル』と称した学校でもある。英語教育が主体だが第二外国語として日本語、フランス語、スペイン語を学ぶことも可能。
卒業生の多くはアメリカ、カナダ、イギリス、オーストラリア、日本や母国の大学へと進学する。

## 沿革
- 1924年（大正13年）山手に開校。
- 2022年1月、現在地に移転。新校舎は隈研吾建築都市設計事務所の基本設計による。[1]

## 設置課程
IGCSEや国際バカロレアを取得できる幅広いカリキュラムをオファーしていると同時に、SATやAPも受けることができる。
- Early-Learning （3歳 - 5歳の幼児対象）
- Elementary （5歳 - 11歳の児童対象）
- Middle School （11歳 - 14歳の生徒対象）
- High School （14歳 - 18歳の生徒対象）

## 施設
コンピューターなどの授業は各カリキュラムに組み込まれており、小学生高学年から一人一台MacBookが利用できる。その他、集会場、カフェテリア、体育館、室内プール、ダンス・スタジオ、人工芝生グランド、図書室、レコーディング・スタジオ、音楽室、収容人員600人の講堂、和室、アート・スタジオ6つの他、6つの理科研究室などがある。

## その他
横浜インターナショナルスクールは New England Association of Schools and Colleges (NEASC) および Council of International Schools (CIS) から正式に認定を受けている学校である。また、国際バカロレア、SAT 等からそれぞれの試験会場としても認定されている。

## 著名な卒業生
- 角田ともみ - モデル
- 三船美佳 - タレント
- AISHA - 歌手
- 宮河マヤ - モデル／タレント (中退)
- 長谷川潤 - モデル／タレント (中退)
- ハーフナー・マイク - プロサッカー選手
- 中島ファラン一生 - プロサッカー選手
- 中島ファランパリス - プロサッカー選手